# Aleksandr Lüders
Aleksandr Nikolajevitj Lüders (ryska: Александр Николаевич Лидерс: Aleksandr Nikolajevitj Liders), född den 26 januari 1790 i Podolien, Polsk-litauiska samväldet, död den 2 februari 1874 i Sankt Petersburg, Kejsardömet Ryssland, var en rysk greve och general.
Lüders inträdde 1805 i ryska armén, deltog bland annat i finska kriget 1808, i de turkiska 1810, 1812–1814 och 1828–1829 samt i Novemberupproret i Polen 1831, utmärkte sig 1844–1845 i det kaukasiska fälttåget och undertryckte 1848 med sin kår – han var sedan 1837 chef för 5:e infanterikåren – , i förbindelse med Omar pascha, upproret i Donaufurstendömena. 
Därifrån trängde Lüders i juni 1849 med 36 000 man upp i Siebenbürgen för att deltaga i bekämpandet av de ungerska upprorstrupper, som där var samlade under general Bem. Han intog Hermannstadt och besegrade Bem i grund vid Segesvár (Schässburg; 31 juli) samt tvang 20 000 insurgenter att kapitulera. 
Vid Krimkrigets utbrott 1853 blev Lüders kår tilldelad Gortjakovs armé, men Lüders måste snart för sjuklighet lämna krigsskådeplatsen. Efter sitt tillfrisknande utnämndes han i mars 1855 till överbefälhavare över sydhären efter Gortjakov, efterträdde denne i januari 1856 som högstkommenderande på Krim och slöt i denna egenskap stilleståndet med västmakterna. 
Lüders utnämndes oktober 1861 till ståthållare i Polen och uppträdde där med överdriven stränghet, återkallades därför i juni 1862, men blev dock samtidigt upphöjd i grevligt stånd. Vid avresan från Warszawa sårades han vid ett attentat och drog sig sedan tillbaka till privatlivet.